# كاستيليون فيبوكي
كاستيليون فيبوكي تنطق بالايطالية (النطق الإيطالي: ‎[kastiʎˈʎoɱ fiˈbokki]‏) كومونا (بلدية) في مقاطعة أرتسة في المنطقة الايطالية توسكانيا، وتقع على بعد حوالي 50 كيلومتر (31 ميل) جنوب شرق فلورنسا وحوالي 12 كيلومتر (7 ميل) شمال غرب أرتسة.
تحد كستيغلون فيبوتشي البلديات التالية: أرتسة، كابولونا، Laterina Pergine Valdarno، لورو سيوفينا، تالا، تيرانوفا براتشاليني

## المدن الشقيقة
- Veurey-Voroize، فرنسا، منذ 1991.